# ابراهیم حلاج یزدی
پهلوان ابراهیم حلاج تفتی یزدی معروف به پهلوان یزدی بزرگ یا به اختصار: یزدی بزرگ، از پهلوانان نامور ایران در عهد قاجار بود. او برای سالیان مدید، پهلوان اول دارالخلافهٔ ناصری و صاحب بازوبند پهلوانی محسوب می‌شد.

## زندگی
پهلوان ابراهیم یزدی در سال ۱۲۰۸ هجری خورشیدی در شهر تفت متولد شد. پدر وی غلامرضا نام داشت. وی در سال ۱۲۲۸ هجری خورشیدی و در سن بیست سالگی، به تهران آمد و پس از چند کشتی که با پهلوانان پایتخت گرفت، بازوبند پهلوانی را از ناصرالدین‌شاه قاجار به‌دست آورد. وی بنا به روش معمول در عهد قاجاریه، پس از دریافت بازوبند پهلوانی به شغل قاپوچیگری یعنی دربانی دربار گماشته شد و تا سال‌های مدید، در دربار سلطنتی، قاپوچی یعنی دربان بود. بازوبند پهلوانی تا مدت‌ها بر بازوی پهلوان ابراهیم یزدی ماند، تا این‌که در کمرگیری با پهلوان اکبر خراسانی مساوی شد و برای همیشه از کشتی کناره‌گیری کرد و بازوبند پهلوانی را واگذار کرد. پهلوان ابراهیم در سال‌های پایانی عمر خویش، علیل و بیمار و ناتوان شده و از هر دو پا به حالت فلج درآمده بود. وی سرانجام در فروردین ماه سال ۱۲۸۱ هجری خورشیدی در تهران درگذشت و ضمن انتقال به قم، در این شهر به خاک سپرده شد.

## ویژگی‌های ظاهری
بر اساس آن‌چه در منابع تاریخی و از جمله در کتاب شرح حال رجال ایران، اثر مهدی بامداد آمده‌است، پهلوان ابراهیم یزدی، مردی بلند قامت، درشت استخوان و بسیار زورمند بوده‌است. وی ۱۸۳ کیلوگرم وزن داشته‌است.

## حکایتی از زور بازوی او
مهدی بامداد در کتاب شرح حال رجال ایران، از قول یکی از آشنایان خویش، حکایت جالب توجهی بدین مضمون دربارهٔ پهلوان ابراهیم یزدی نقل کرده‌است:

وی در خیابان ناصرخسرو، از سمت میدان سپه کوچهٔ اول، دست چپ، خانه‌ای داشت. این کوچه چون پهنای خیلی کمی داشت، جمعی نام آن را کوچهٔ آشتی‌کنان گذاشته بودند. [چرا که پهنای کم کوچه باعث نزدیک شدن و تماس اجباری بین افراد، از جمله افرادی که با یکدیگر قهر بودند، می‌شد، اما شهرت این کوچه بیشتر به نام کوچه پهلوان یزدی [کوچه پهلوون یزدی] بود. چند سالی بود که وی در اواخر عمر، از هر دو پا عاجز شده بود و نمی‌توانست بدون دو چوب زیر بغل راه برود. وی عصرها با همان دو چوب، از خانهٔ خود بیرون می‌آمد و سر کوچه، در کنار خیابان، برای او نیمکتی گذاشته بودند، که بر روی آن می‌نشست و خیابان و عابرین را تماشا می‌کرد. روزی دو نفر از پهلوان جوان، از آنجا می‌گذشتند. هر دو نفر به نزد پهلوان یزدی آمدند و یزدی از آن دو پهلوان احوالپرسی کرد و جویای اوضاع و احوال آنان گردید. پهلوانان به پهلوان یزدی بزرگ گفتند که در زورخانه مشغولیم و گاهی هم کشتی می‌گیریم. پهلوان یزدی به آنان خطاب کرد و گفت: 
«من این چوب دستی خودم را با یک دست خود، بر زمین فشار می‌دهم، اگر هر دو نفرتان با هم توانستید آن را از جا بکنید، آن وقت من می‌دانم که شما زورمند و پهلوان هستید!»

از این گفتهٔ پهلوان یزدی، [که در آن روزگار پیر و عاجز و فرتوت شده بود، به هر دو نوچه پهلوان، خیلی برخورد و به همین جهت هر دو با هم، سخت مشغول زورآزمائی شدند و با تمامی توان و نیروی خود، سعی کردند که چوب دستی او را از زمین بکنند، امّا هر قدر که زور زدند، نتوانستند، و چوبدستی که به نیروی دست پهلوان یزدی پیر، بر زمین فشرده شده بود، حتی از جای خود، تکان هم نخورد! پس پهلوان یزدی، به آنان خطاب کرد و گفت:
«هنوز پهلوان حقیقی نشده‌اید!، باز هم باید کار کنید تا پهلوان حقیقی شوید!»

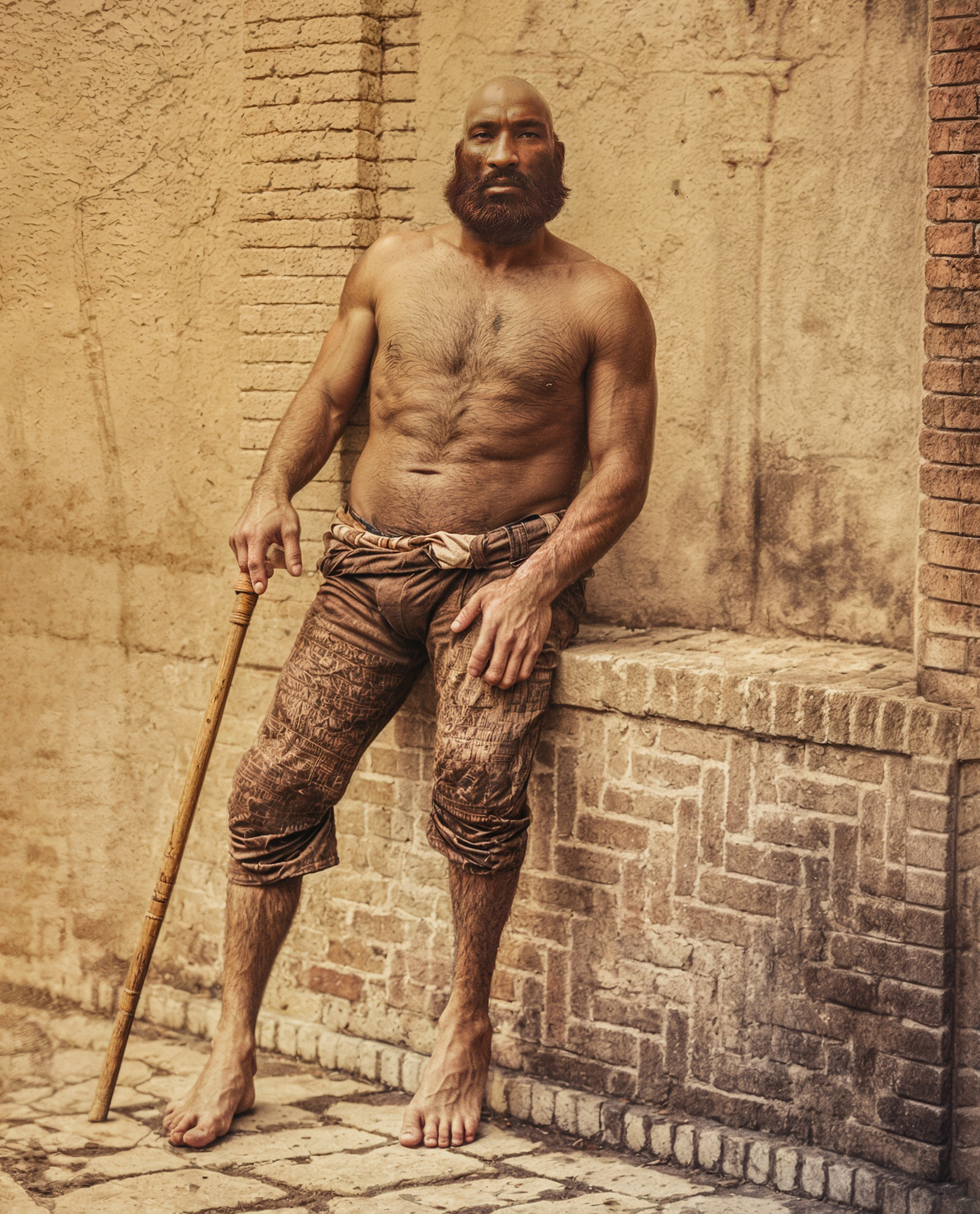
عکس بازسازی شده از پهلوان یزدی توسط استاد دلباز بر اساس یکی از سه عکس باقی مانده از پهلوان یزدی

## ارادت به سادات
پهلوان ارادت خاصی به سادات داشت. روزی پهلوانی از بروجرد به نام سید محمد سعادتمند ملقب به پهلوان آقا مشهدی جهت کشتی گرفتن با پهلوان به دربار ناصرالدین‌شاه می‌آید. مراسم کشتی در حضور ناصرالدین‌شاه برگزار می‌شود. زمانی که پهلوان پیروز میدان بوده به شاه درخواست پایان کشتی را می‌دهد و می‌گوید که من به احترام سادات، پهلوان را خاک نخواهم کرد.